# Acanthocyclops radevi
Acanthocyclops radevi – gatunek widłonoga z rodziny Cyclopidae, nazwa naukowa gatunku została po raz pierwszy opublikowana w 1993 roku przez bułgarskiego zoologa Iwana S. Pandourskiego.